# Zvi Yanai

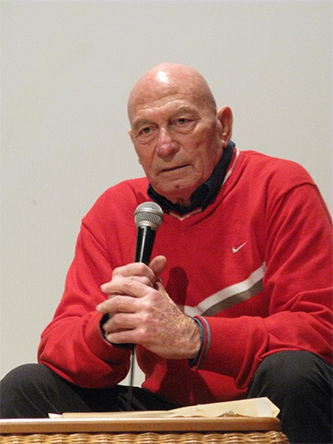

Zvi Yanai (en hebreo:  צבי ינאי ) cuyo nombre de nacimiento era Sandro Toth (Pescara, 9 de junio de 1935 − 15 de diciembre de 2013) fue un escritor y publicista israelí.
Emigró a Palestina en 1945 y fue paracaidista en el ejército. Empezó a trabajar para IBM en 1970 y en 1993 fue director del ministerio de cultura.

## Obra
- 1994: בעקבות המחשבות : על היקום, על הטבע ועל האדם
- 2000: החיפוש האינסופי : שיחות עם מדענים
- 2005: מסע לתודעת הטבע
- 2006: שלך סנדרו